# 格盧博科耶湖 (大盧基區)
55°59′34″N 30°39′15″E / 55.99278°N 30.65417°E
格盧博科耶湖（俄语：Глубокое），是俄羅斯的湖泊，位於該國西北部，由普斯科夫州負責管轄，處於大盧基區，面積1.2平方公里，集水區面積3平方公里，平均水深6.5米，最大水深9米。